# Élections cantonales de 2004 dans le Val-d'Oise
Les élections cantonales ont eu lieu les 21 et 28 mars 2004.
Lors de ces élections, 19 des 39 cantons du Val-d'Oise ont été renouvelés. Elles ont vu la reconduction de la majorité UMP dirigée par François Scellier, président du conseil général depuis 1997.

## Résultats à l’échelle du département
Répartition départementale des résultats (2e tour).
- PS (48,66 %)
- DVG (2,13 %)
- Verts (2,8 %)
- UMP (29,89 %)
- UDF (3,83 %)
- DVD (9,76 %)
- FN (2,93 %)

| Étiquette      | Étiquette                          | Premier tour | Premier tour | Second tour | Second tour | Sièges |
| Étiquette      | Étiquette                          | Voix         | %            | Voix        | %           | Sièges |
| -------------- | ---------------------------------- | ------------ | ------------ | ----------- | ----------- | ------ |
|                | Parti socialiste                   | 48 068       | 30,88        | 75 527      | 48,66       | 11     |
|                | Parti communiste français          | 10 446       | 6,71         |             |             |        |
|                | Les Verts                          | 7 073        | 4,54         | 4 349       | 2,80        | 0      |
|                | Extrême gauche                     | 6 554        | 4,21         |             |             |        |
|                | Divers gauche                      | 2 445        | 1,57         | 3 306       | 2,13        | 0      |
| Gauche         | Gauche                             | 74 586       | 47,91        | 83 182      | 53,59       | 11     |
|                |                                    |              |              |             |             |        |
|                | Union pour un mouvement populaire  | 32 065       | 20,60        | 46 394      | 29,89       | 5      |
|                | Front national                     | 23 115       | 14,85        | 4 544       | 2,93        | 0      |
|                | Divers droite                      | 18 145       | 11,66        | 15 153      | 9,76        | 3      |
|                | Union pour la démocratie française | 6 960        | 4,47         | 5 951       | 3,83        | 0      |
|                | Extrême droite                     | 287          | 0,18         |             |             |        |
| Droite         | Droite                             | 80 572       | 51,76        | 72 042      | 46,41       | 8      |
|                |                                    |              |              |             |             |        |
|                | Écologistes divers                 | 441          | 0,28         |             |             |        |
|                | Divers                             | 65           | 0,04         |             |             |        |
|                |                                    |              |              |             |             |        |
| Inscrits       | Inscrits                           | 268 972      | 100,00       | 256 738     | 100,00      |        |
| Abstention     | Abstention                         | 107 987      | 40,15        | 92 524      | 36,04       |        |
| Votants        | Votants                            | 160 985      | 59,85        | 164 214     | 63,96       |        |
| Blancs et nuls | Blancs et nuls                     | 5 321        | 3,31         | 8 990       | 5,47        |        |
| Exprimés       | Exprimés                           | 155 664      | 96,69        | 155 224     | 94,53       |        |

## Résultats par canton

### Canton d'Argenteuil-Nord
| Candidats      | Candidats           | Étiquette      | Premier tour | Premier tour | Second tour | Second tour |
| Candidats      | Candidats           | Étiquette      | Voix         | %            | Voix        | %           |
| -------------- | ------------------- | -------------- | ------------ | ------------ | ----------- | ----------- |
|                | Philippe Doucet     | PS             | 2 017        | 30,25        | 4 248       | 59,97       |
|                | Nicolas Merad       | UDF            | 1 847        | 27,70        | 2 835       | 40,03       |
|                | Xavier Bordet*      | PCF            | 1 011        | 15,16        |             |             |
|                | Thérèsa Brochard    | FN             | 989          | 14,83        |             |             |
|                | Mohamed Chanaï      | Verts          | 480          | 7,20         |             |             |
|                | Alice Pelletier     | EXG            | 220          | 3,30         |             |             |
|                | Jacques Pointcheval | EXG            | 104          | 1,56         |             |             |
|                |                     |                |              |              |             |             |
| Inscrits       | Inscrits            | Inscrits       | 12 203       | 100,00       | 12 203      | 100,00      |
| Abstention     | Abstention          | Abstention     | 5 331        | 43,69        | 4 788       | 39,24       |
| Votants        | Votants             | Votants        | 6 872        | 56,31        | 7 415       | 60,76       |
| Blancs et nuls | Blancs et nuls      | Blancs et nuls | 204          | 2,97         | 332         | 4,48        |
| Exprimés       | Exprimés            | Exprimés       | 6 668        | 97,03        | 7 083       | 95,52       |

*sortant

### Canton d'Argenteuil-Ouest
| Candidats      | Candidats         | Étiquette      | Premier tour | Premier tour | Second tour | Second tour |
| Candidats      | Candidats         | Étiquette      | Voix         | %            | Voix        | %           |
| -------------- | ----------------- | -------------- | ------------ | ------------ | ----------- | ----------- |
|                | Alain Leikine*    | PS             | 2 512        | 29,61        | 5 116       | 57,01       |
|                | Xavier Pericat    | UMP            | 2 461        | 29,00        | 3 858       | 42,99       |
|                | Micheline Bruna   | FN             | 1 402        | 16,52        |             |             |
|                | Mouloud Bousselat | PCF            | 931          | 10,97        |             |             |
|                | Valentin Teixeira | Verts          | 608          | 7,17         |             |             |
|                | Patrice Crunil    | EXG            | 393          | 4,63         |             |             |
|                | Agnès Bernard     | EXG            | 178          | 2,10         |             |             |
|                | Nasser Douidi     | DVG            | 0            | 0,00         |             |             |
|                |                   |                |              |              |             |             |
| Inscrits       | Inscrits          | Inscrits       | 15 720       | 100,00       | 15 720      | 100,00      |
| Abstention     | Abstention        | Abstention     | 6 981        | 44,41        | 6 311       | 40,15       |
| Votants        | Votants           | Votants        | 8 739        | 55,59        | 9 409       | 59,85       |
| Blancs et nuls | Blancs et nuls    | Blancs et nuls | 254          | 2,91         | 435         | 4,62        |
| Exprimés       | Exprimés          | Exprimés       | 8 485        | 97,09        | 8 974       | 95,38       |

*sortant

### Canton de Beaumont-sur-Oise
| Candidats      | Candidats           | Étiquette      | Premier tour | Premier tour | Second tour | Second tour |
| Candidats      | Candidats           | Étiquette      | Voix         | %            | Voix        | %           |
| -------------- | ------------------- | -------------- | ------------ | ------------ | ----------- | ----------- |
|                | Arnaud Bazin*       | DVD            | 4 501        | 44,68        | 5 852       | 56,09       |
|                | Emmanuel Maurel     | PS             | 2 531        | 25,13        | 4 582       | 43,91       |
|                | Éric Hedry          | FN             | 1 648        | 16,36        |             |             |
|                | Jean-Pierre Grangie | PCF            | 750          | 7,45         |             |             |
|                | Thierry Pellet      | EXG            | 414          | 4,11         |             |             |
|                | Jean-Marc Petit     | EXG            | 229          | 2,27         |             |             |
|                |                     |                |              |              |             |             |
| Inscrits       | Inscrits            | Inscrits       | 17 933       | 100,00       | 17 930      | 100,00      |
| Abstention     | Abstention          | Abstention     | 7 496        | 41,80        | 6 971       | 38,88       |
| Votants        | Votants             | Votants        | 10 437       | 58,20        | 10 959      | 61,12       |
| Blancs et nuls | Blancs et nuls      | Blancs et nuls | 364          | 3,49         | 525         | 4,79        |
| Exprimés       | Exprimés            | Exprimés       | 10 073       | 96,51        | 10 434      | 95,21       |

*sortant

### Canton d'Eaubonne
| Candidats      | Candidats           | Étiquette      | Premier tour | Premier tour | Second tour | Second tour |
| Candidats      | Candidats           | Étiquette      | Voix         | %            | Voix        | %           |
| -------------- | ------------------- | -------------- | ------------ | ------------ | ----------- | ----------- |
|                | François Balageas   | PS             | 3 521        | 38,32        | 5 079       | 52,83       |
|                | Herve Lejeune       | UMP            | 3 072        | 33,43        | 4 535       | 47,17       |
|                | Jean-Pierre Guidon  | FN             | 1 147        | 12,48        |             |             |
|                | Rosita Jaouen       | PCF            | 478          | 5,20         |             |             |
|                | Daniel Blaise       | ECO            | 441          | 4,80         |             |             |
|                | Gérard Tabary       | DVD            | 294          | 3,20         |             |             |
|                | Raymond Tavernier   | EXG            | 168          | 1,83         |             |             |
|                | Nicolas Di Gregorio | EXG            | 68           | 0,74         |             |             |
|                |                     |                |              |              |             |             |
| Inscrits       | Inscrits            | Inscrits       | 15 003       | 100,00       | 15 003      | 100,00      |
| Abstention     | Abstention          | Abstention     | 5 521        | 36,80        | 4 935       | 32,89       |
| Votants        | Votants             | Votants        | 9 482        | 63,20        | 10 068      | 67,11       |
| Blancs et nuls | Blancs et nuls      | Blancs et nuls | 293          | 3,09         | 454         | 4,51        |
| Exprimés       | Exprimés            | Exprimés       | 9 189        | 96,91        | 9 614       | 95,49       |

### Canton d'Écouen
| Candidats      | Candidats            | Étiquette      | Premier tour | Premier tour | Second tour | Second tour |
| Candidats      | Candidats            | Étiquette      | Voix         | %            | Voix        | %           |
| -------------- | -------------------- | -------------- | ------------ | ------------ | ----------- | ----------- |
|                | Alain Bourgeois      | UMP            | 3 488        | 34,00        | 5 274       | 48,52       |
|                | Philippe Demaret     | PS             | 3 172        | 30,92        | 5 595       | 51,48       |
|                | Lydie Braconnier     | FN             | 1 604        | 15,64        |             |             |
|                | Daniel Cariani       | Verts          | 1 089        | 10,62        |             |             |
|                | Jean-Charles Schmidt | PCF            | 531          | 5,18         |             |             |
|                | Josette Recan        | EXG            | 374          | 3,65         |             |             |
|                |                      |                |              |              |             |             |
| Inscrits       | Inscrits             | Inscrits       | 17 997       | 100,00       | 17 997      | 100,00      |
| Abstention     | Abstention           | Abstention     | 7 388        | 41,05        | 6 565       | 36,48       |
| Votants        | Votants              | Votants        | 10 609       | 58,95        | 11 432      | 63,52       |
| Blancs et nuls | Blancs et nuls       | Blancs et nuls | 351          | 3,31         | 563         | 4,92        |
| Exprimés       | Exprimés             | Exprimés       | 10 258       | 96,69        | 10 869      | 95,08       |

### Canton de Franconville
| Candidats      | Candidats               | Étiquette      | Premier tour | Premier tour | Second tour | Second tour |
| Candidats      | Candidats               | Étiquette      | Voix         | %            | Voix        | %           |
| -------------- | ----------------------- | -------------- | ------------ | ------------ | ----------- | ----------- |
|                | René Di Piazza*         | UMP            | 4 242        | 37,86        | 5 649       | 48,94       |
|                | Gérard Sebaoun          | PS             | 3 393        | 30,29        | 5 894       | 51,06       |
|                | Yveline Clement         | FN             | 1 659        | 14,81        |             |             |
|                | David Sergent           | DVD            | 599          | 5,35         |             |             |
|                | Michele Auboin          | PCF            | 521          | 4,65         |             |             |
|                | Jésus Hernandez Salinas | Verts          | 438          | 3,91         |             |             |
|                | Jean-Claude Paoli       | EXG            | 351          | 3,13         |             |             |
|                |                         |                |              |              |             |             |
| Inscrits       | Inscrits                | Inscrits       | 19 699       | 100,00       | 19 700      | 100,00      |
| Abstention     | Abstention              | Abstention     | 8 163        | 41,44        | 7 481       | 37,97       |
| Votants        | Votants                 | Votants        | 11 536       | 58,56        | 12 219      | 62,03       |
| Blancs et nuls | Blancs et nuls          | Blancs et nuls | 333          | 2,89         | 676         | 5,53        |
| Exprimés       | Exprimés                | Exprimés       | 11 203       | 97,11        | 11 543      | 94,47       |

*sortant

### Canton de Garges-lès-Gonesse-Est
| Candidats      | Candidats            | Étiquette      | Premier tour | Premier tour | Second tour | Second tour |
| Candidats      | Candidats            | Étiquette      | Voix         | %            | Voix        | %           |
| -------------- | -------------------- | -------------- | ------------ | ------------ | ----------- | ----------- |
|                | Françoise Sonnichsen | UMP            | 1 221        | 28,80        | 2 134       | 48,36       |
|                | Hussein Mokhtari     | PS             | 810          | 19,11        | 2 279       | 51,64       |
|                | Francis Parny        | PCF            | 754          | 17,79        |             |             |
|                | Ahmed Guenad*        | DVD            | 720          | 16,99        |             |             |
|                | Paul Rebours         | FN             | 572          | 13,49        |             |             |
|                | Abdel Neftia         | EXG            | 162          | 3,82         |             |             |
|                |                      |                |              |              |             |             |
| Inscrits       | Inscrits             | Inscrits       | 8 120        | 100,00       | 8 120       | 100,00      |
| Abstention     | Abstention           | Abstention     | 3 686        | 45,39        | 3 399       | 41,86       |
| Votants        | Votants              | Votants        | 4 434        | 54,61        | 4 721       | 58,14       |
| Blancs et nuls | Blancs et nuls       | Blancs et nuls | 195          | 4,40         | 308         | 6,52        |
| Exprimés       | Exprimés             | Exprimés       | 4 239        | 95,60        | 4 413       | 93,48       |

*sortant

### Canton de Gonesse
| Candidats      | Candidats            | Étiquette      | Premier tour | Premier tour | Second tour | Second tour |
| Candidats      | Candidats            | Étiquette      | Voix         | %            | Voix        | %           |
| -------------- | -------------------- | -------------- | ------------ | ------------ | ----------- | ----------- |
|                | Vivianne Gris*       | PS             | 3 119        | 34,46        | 6 281       | 65,77       |
|                | Jean-Michel Dubois   | FN             | 1 972        | 21,79        | 3 269       | 34,23       |
|                | Lionel Combes        | UDF            | 1 532        | 16,93        |             |             |
|                | Françoise Hennebelle | PCF            | 679          | 7,50         |             |             |
|                | Éric Charlot         | DVD            | 677          | 7,48         |             |             |
|                | Abdel-Krim Bourakba  | Verts          | 559          | 6,18         |             |             |
|                | Abdelatif El Marbati | EXG            | 328          | 3,62         |             |             |
|                | François Lusinchi    | EXD            | 184          | 2,03         |             |             |
|                |                      |                |              |              |             |             |
| Inscrits       | Inscrits             | Inscrits       | 17 301       | 100,00       | 17 301      | 100,00      |
| Abstention     | Abstention           | Abstention     | 7 807        | 45,12        | 6 890       | 39,82       |
| Votants        | Votants              | Votants        | 9 494        | 54,88        | 10 411      | 60,18       |
| Blancs et nuls | Blancs et nuls       | Blancs et nuls | 444          | 4,68         | 861         | 8,27        |
| Exprimés       | Exprimés             | Exprimés       | 9 050        | 95,32        | 9 550       | 91,73       |

*sortant

### Canton d'Herblay
| Candidats      | Candidats        | Étiquette      | Premier tour | Premier tour | Second tour | Second tour |
| Candidats      | Candidats        | Étiquette      | Voix         | %            | Voix        | %           |
| -------------- | ---------------- | -------------- | ------------ | ------------ | ----------- | ----------- |
|                | Patrick Barbe    | UMP            | 4 364        | 40,85        | 5 843       | 52,46       |
|                | Loeiz Rapinel    | PS             | 3 558        | 33,31        | 5 295       | 47,54       |
|                | Jean Busnel      | FN             | 1 490        | 13,95        |             |             |
|                | Malika Sechet    | PCF            | 765          | 7,16         |             |             |
|                | Roger Desmeliers | EXG            | 327          | 3,06         |             |             |
|                | Liliane Fraysse  | EXG            | 179          | 1,68         |             |             |
|                |                  |                |              |              |             |             |
| Inscrits       | Inscrits         | Inscrits       | 17 465       | 100,00       | 17 465      | 100,00      |
| Abstention     | Abstention       | Abstention     | 6 426        | 36,79        | 5 815       | 33,30       |
| Votants        | Votants          | Votants        | 11 039       | 63,21        | 11 650      | 66,70       |
| Blancs et nuls | Blancs et nuls   | Blancs et nuls | 356          | 3,22         | 512         | 4,39        |
| Exprimés       | Exprimés         | Exprimés       | 10 683       | 96,78        | 11 138      | 95,61       |

### Canton de Magny-en-Vexin
| Candidats      | Candidats           | Étiquette      | Premier tour | Premier tour | Second tour | Second tour |
| Candidats      | Candidats           | Étiquette      | Voix         | %            | Voix        | %           |
| -------------- | ------------------- | -------------- | ------------ | ------------ | ----------- | ----------- |
|                | Jean-Pierre Muller* | PS             | 2 656        | 39,70        | 3 725       | 54,45       |
|                | Jean-Pierre Dore    | UDF            | 1 341        | 20,04        | 3 116       | 45,55       |
|                | Jean-Paul Toulouze  | FN             | 1 002        | 14,98        |             |             |
|                | Robert Auros        | DVD            | 974          | 14,56        |             |             |
|                | François Loffet     | DVD            | 360          | 5,38         |             |             |
|                | Francis Lesprit     | EXG            | 252          | 3,77         |             |             |
|                | Joël Pujol          | EXG            | 106          | 1,58         |             |             |
|                |                     |                |              |              |             |             |
| Inscrits       | Inscrits            | Inscrits       | 10 368       | 100,00       | 10 356      | 100,00      |
| Abstention     | Abstention          | Abstention     | 3 365        | 32,46        | 3 021       | 29,17       |
| Votants        | Votants             | Votants        | 7 003        | 67,54        | 7 335       | 70,83       |
| Blancs et nuls | Blancs et nuls      | Blancs et nuls | 312          | 4,46         | 494         | 6,73        |
| Exprimés       | Exprimés            | Exprimés       | 6 691        | 95,54        | 6 841       | 93,27       |

*sortant

### Canton de Marines
| Candidats      | Candidats           | Étiquette      | Premier tour | Premier tour | Second tour | Second tour |
| Candidats      | Candidats           | Étiquette      | Voix         | %            | Voix        | %           |
| -------------- | ------------------- | -------------- | ------------ | ------------ | ----------- | ----------- |
|                | Jean Pichery*       | UMP            | 2 270        | 44,46        | 3 114       | 59,61       |
|                | Laurent Borycki     | PS             | 1 335        | 26,15        | 2 110       | 40,39       |
|                | Louis Guillotte     | FN             | 740          | 14,49        |             |             |
|                | Christophe Peslerbe | DVD            | 470          | 9,20         |             |             |
|                | Jean-Luc Murat      | EXG            | 202          | 3,96         |             |             |
|                | Gérard Martinez     | EXG            | 89           | 1,74         |             |             |
|                |                     |                |              |              |             |             |
| Inscrits       | Inscrits            | Inscrits       | 7 714        | 100,00       | 7 712       | 100,00      |
| Abstention     | Abstention          | Abstention     | 2 439        | 31,62        | 2 149       | 27,87       |
| Votants        | Votants             | Votants        | 5 275        | 68,38        | 5 563       | 72,13       |
| Blancs et nuls | Blancs et nuls      | Blancs et nuls | 169          | 3,20         | 339         | 6,09        |
| Exprimés       | Exprimés            | Exprimés       | 5 106        | 96,80        | 5 224       | 93,91       |

*sortant

### Canton de Montmorency
| Candidats      | Candidats             | Étiquette      | Premier tour | Premier tour | Second tour | Second tour |
| Candidats      | Candidats             | Étiquette      | Voix         | %            | Voix        | %           |
| -------------- | --------------------- | -------------- | ------------ | ------------ | ----------- | ----------- |
|                | François Longchambon* | UMP            | 3 639        | 36,27        | 5 660       | 55,18       |
|                | André Duchesne        | PS             | 2 614        | 26,06        | 4 598       | 44,82       |
|                | Roger Eliman          | FN             | 1 321        | 13,17        |             |             |
|                | Didier Le Ferrand     | DVD            | 945          | 9,42         |             |             |
|                | Bernard Roze          | Verts          | 835          | 8,32         |             |             |
|                | Serge Grossvak        | PCF            | 445          | 4,44         |             |             |
|                | Gilles Bonhomme       | EXG            | 233          | 2,32         |             |             |
|                | François Ballestracci | DVG            | 0            | 0,00         |             |             |
|                |                       |                |              |              |             |             |
| Inscrits       | Inscrits              | Inscrits       | 16 342       | 100,00       | 16 334      | 100,00      |
| Abstention     | Abstention            | Abstention     | 6 050        | 37,02        | 5 484       | 33,57       |
| Votants        | Votants               | Votants        | 10 292       | 62,98        | 10 850      | 66,43       |
| Blancs et nuls | Blancs et nuls        | Blancs et nuls | 260          | 2,53         | 592         | 5,46        |
| Exprimés       | Exprimés              | Exprimés       | 10 032       | 97,47        | 10 258      | 94,54       |

*sortant

### Canton de Saint-Ouen-l'Aumône
| Candidats      | Candidats                    | Étiquette      | Premier tour | Premier tour | Second tour | Second tour |
| Candidats      | Candidats                    | Étiquette      | Voix         | %            | Voix        | %           |
| -------------- | ---------------------------- | -------------- | ------------ | ------------ | ----------- | ----------- |
|                | Andrée Salgues               | PS             | 2 652        | 30,35        | 4 782       | 59,12       |
|                | Jean-Pierre Pernot           | DVG            | 1 437        | 16,44        | 3 306       | 40,88       |
|                | Jean-Pierre Emie             | FN             | 1 306        | 14,94        |             |             |
|                | Pascal Bourdou               | UDF            | 1 230        | 14,07        |             |             |
|                | René-Marie Saint Germes Akar | Verts          | 626          | 7,16         |             |             |
|                | Pierre Jancou                | PCF            | 466          | 5,33         |             |             |
|                | Bernard Bertucco Van Damme   | DVD            | 455          | 5,21         |             |             |
|                | Éric Cassan                  | EXG            | 336          | 3,84         |             |             |
|                | Jean-Pierre Zolotareff       | DVG            | 231          | 2,64         |             |             |
|                |                              |                |              |              |             |             |
| Inscrits       | Inscrits                     | Inscrits       | 15 032       | 100,00       | 15 032      | 100,00      |
| Abstention     | Abstention                   | Abstention     | 6 012        | 39,99        | 5 742       | 38,20       |
| Votants        | Votants                      | Votants        | 9 020        | 60,01        | 9 290       | 61,80       |
| Blancs et nuls | Blancs et nuls               | Blancs et nuls | 281          | 3,12         | 1 202       | 12,94       |
| Exprimés       | Exprimés                     | Exprimés       | 8 739        | 96,88        | 8 088       | 87,06       |

### Canton de Sannois
| Candidats      | Candidats           | Étiquette      | Premier tour | Premier tour | Second tour | Second tour |
| Candidats      | Candidats           | Étiquette      | Voix         | %            | Voix        | %           |
| -------------- | ------------------- | -------------- | ------------ | ------------ | ----------- | ----------- |
|                | Yanick Paternotte*  | UMP            | 3 643        | 43,35        | 4 609       | 52,64       |
|                | Christophe Dulouard | PS             | 2 688        | 31,98        | 4 146       | 47,36       |
|                | Jeanine Dupuy       | FN             | 1 134        | 13,49        |             |             |
|                | Serge Herviou       | PCF            | 467          | 5,56         |             |             |
|                | Olivier Trancart    | EXG            | 260          | 3,09         |             |             |
|                | Fabrice Sifflet     | EXG            | 109          | 1,30         |             |             |
|                | Louis Girard        | EXD            | 103          | 1,23         |             |             |
|                |                     |                |              |              |             |             |
| Inscrits       | Inscrits            | Inscrits       | 14 081       | 100,00       | 14 085      | 100,00      |
| Abstention     | Abstention          | Abstention     | 5 383        | 38,23        | 4 940       | 35,07       |
| Votants        | Votants             | Votants        | 8 698        | 61,77        | 9 145       | 64,93       |
| Blancs et nuls | Blancs et nuls      | Blancs et nuls | 294          | 3,38         | 390         | 4,26        |
| Exprimés       | Exprimés            | Exprimés       | 8 404        | 96,62        | 8 755       | 95,74       |

*sortant

### Canton de Sarcelles-Nord-Est
| Candidats      | Candidats           | Étiquette      | Premier tour | Premier tour |
| Candidats      | Candidats           | Étiquette      | Voix         | %            |
| -------------- | ------------------- | -------------- | ------------ | ------------ |
|                | François Pupponi*   | PS             | 3 621        | 57,23        |
|                | Jean-Louis Zadikian | UDF            | 1 010        | 15,96        |
|                | Rejane Dore         | FN             | 872          | 13,78        |
|                | Annie Peronnet      | PCF            | 342          | 5,41         |
|                | Ridda Zaoui         | DVG            | 277          | 4,38         |
|                | Michel Campagnac    | EXG            | 205          | 3,24         |
|                |                     |                |              |              |
| Inscrits       | Inscrits            | Inscrits       | 12 221       | 100,00       |
| Abstention     | Abstention          | Abstention     | 5 710        | 46,72        |
| Votants        | Votants             | Votants        | 6 511        | 53,28        |
| Blancs et nuls | Blancs et nuls      | Blancs et nuls | 184          | 2,83         |
| Exprimés       | Exprimés            | Exprimés       | 6 327        | 97,17        |

*sortant

### Canton de Viarmes
| Candidats      | Candidats            | Étiquette      | Premier tour | Premier tour | Second tour | Second tour |
| Candidats      | Candidats            | Étiquette      | Voix         | %            | Voix        | %           |
| -------------- | -------------------- | -------------- | ------------ | ------------ | ----------- | ----------- |
|                | Daniel Desse         | UMP            | 2 743        | 32,29        | 4 017       | 44,59       |
|                | Marie-Hélène Harang  | PS             | 2 318        | 27,28        | 3 716       | 41,25       |
|                | Marie-Odile Bontemps | FN             | 1 408        | 16,57        | 1 275       | 14,15       |
|                | Claude Grebonval     | DVD            | 829          | 9,76         |             |             |
|                | André Brignonen      | PCF            | 398          | 4,68         |             |             |
|                | Gilles Brunebarbe    | DVD            | 353          | 4,15         |             |             |
|                | Juan Munoz           | LO             | 266          | 3,13         |             |             |
|                | Véronique Piechnik   | EXG            | 181          | 2,13         |             |             |
|                |                      |                |              |              |             |             |
| Inscrits       | Inscrits             | Inscrits       | 13 400       | 100,00       | 13 400      | 100,00      |
| Abstention     | Abstention           | Abstention     | 4 607        | 34,38        | 4 132       | 30,84       |
| Votants        | Votants              | Votants        | 8 793        | 65,62        | 9 268       | 69,16       |
| Blancs et nuls | Blancs et nuls       | Blancs et nuls | 297          | 3,38         | 260         | 2,81        |
| Exprimés       | Exprimés             | Exprimés       | 8 496        | 96,62        | 9 008       | 97,19       |

### Canton de Beauchamp
| Candidats      | Candidats          | Étiquette      | Premier tour | Premier tour | Second tour | Second tour |
| Candidats      | Candidats          | Étiquette      | Voix         | %            | Voix        | %           |
| -------------- | ------------------ | -------------- | ------------ | ------------ | ----------- | ----------- |
|                | Raymond Lavaud*    | DVD            | 3 590        | 40,62        | 4 924       | 53,10       |
|                | Régis Brasseur     | Verts          | 2 438        | 27,59        | 4 349       | 46,90       |
|                | Denis Seignez      | FN             | 1 273        | 14,41        |             |             |
|                | Claude Cauet       | PCF            | 1 139        | 12,89        |             |             |
|                | Marie-Agnès Beghin | EXG            | 243          | 2,75         |             |             |
|                | Rémy Fontaine      | EXG            | 154          | 1,74         |             |             |
|                |                    |                |              |              |             |             |
| Inscrits       | Inscrits           | Inscrits       | 14 694       | 100,00       | 14 694      | 100,00      |
| Abstention     | Abstention         | Abstention     | 5 567        | 37,89        | 4 985       | 33,93       |
| Votants        | Votants            | Votants        | 9 127        | 62,11        | 9 709       | 66,07       |
| Blancs et nuls | Blancs et nuls     | Blancs et nuls | 290          | 3,18         | 436         | 4,49        |
| Exprimés       | Exprimés           | Exprimés       | 8 837        | 96,82        | 9 273       | 95,51       |

*sortant

### Canton de Sarcelles-Sud-Ouest
| Candidats      | Candidats         | Étiquette      | Premier tour | Premier tour | Second tour | Second tour |
| Candidats      | Candidats         | Étiquette      | Voix         | %            | Voix        | %           |
| -------------- | ----------------- | -------------- | ------------ | ------------ | ----------- | ----------- |
|                | Didier Arnal*     | PS             | 2 284        | 45,67        | 3 797       | 69,06       |
|                | Romana Navarre    | UMP            | 922          | 18,44        | 1 701       | 30,94       |
|                | Anita Schmidt     | FN             | 634          | 12,68        |             |             |
|                | Mourad Boughanda  | DVG            | 392          | 7,84         |             |             |
|                | Albert Wilkowsky  | PCF            | 357          | 7,14         |             |             |
|                | Anne-Marie Clouet | EXG            | 239          | 4,78         |             |             |
|                | Tarek Ghourchi    | DVG            | 108          | 2,16         |             |             |
|                | Nabil Ben Brahim  | SE             | 65           | 1,30         |             |             |
|                |                   |                |              |              |             |             |
| Inscrits       | Inscrits          | Inscrits       | 11 468       | 100,00       | 11 468      | 100,00      |
| Abstention     | Abstention        | Abstention     | 6 255        | 54,54        | 5 665       | 49,40       |
| Votants        | Votants           | Votants        | 5 213        | 45,46        | 5 803       | 50,60       |
| Blancs et nuls | Blancs et nuls    | Blancs et nuls | 212          | 4,07         | 305         | 5,26        |
| Exprimés       | Exprimés          | Exprimés       | 5 001        | 95,93        | 5 498       | 94,74       |

*sortant

### Canton de la Vallée-du-Sausseron
| Candidats      | Candidats               | Étiquette      | Premier tour | Premier tour | Second tour | Second tour |
| Candidats      | Candidats               | Étiquette      | Voix         | %            | Voix        | %           |
| -------------- | ----------------------- | -------------- | ------------ | ------------ | ----------- | ----------- |
|                | Gérard Claudel*         | DVD            | 3 378        | 41,28        | 4 377       | 50,54       |
|                | Jean-Pierre Bequet      | PS             | 3 267        | 39,92        | 4 284       | 49,46       |
|                | Huguette François       | FN             | 942          | 11,51        |             |             |
|                | Christine Appiani-Mudry | PCF            | 412          | 5,03         |             |             |
|                | Georges Degorsas        | EXG            | 184          | 2,25         |             |             |
|                |                         |                |              |              |             |             |
| Inscrits       | Inscrits                | Inscrits       | 12 211       | 100,00       | 12 218      | 100,00      |
| Abstention     | Abstention              | Abstention     | 3 800        | 31,12        | 3 251       | 26,61       |
| Votants        | Votants                 | Votants        | 8 411        | 68,88        | 8 967       | 73,39       |
| Blancs et nuls | Blancs et nuls          | Blancs et nuls | 228          | 2,71         | 306         | 3,41        |
| Exprimés       | Exprimés                | Exprimés       | 8 183        | 97,29        | 8 661       | 96,59       |

*sortant